# Max Lattmann

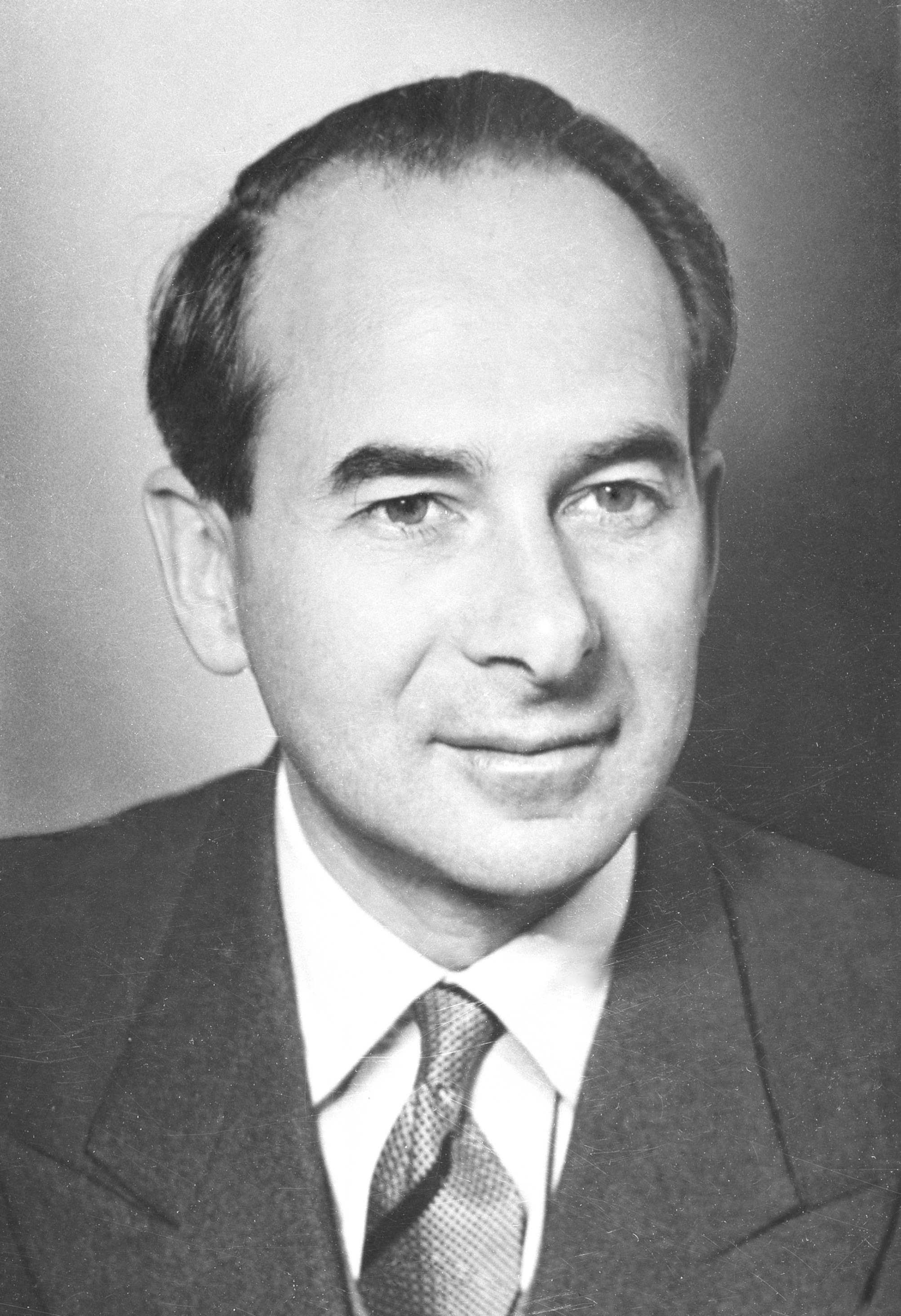
Dr. Max Lattmann ca. 1957

Max Lattmann (* 25. August 1910 in Oberwinterthur ZH; † 10. Mai 2011 in Rapperswil-Jona) war ein Schweizer Ingenieur.

## Leben
Max Eugen Lattmann besuchte die Schulen bis und mit Maturaabschluss 1929 in Winterthur im Kanton Zürich. Es folgte eine Ausbildung an der Technischen Hochschule Berlin, wo er Fernmeldetechnik studierte und Auslandserfahrungen machte. In Berlin lernte er Zeitgenossen wie Konrad Zuse (Kommilitone an der TH Berlin und späterer Computerpionier) und den Schweizer Fritz Fischer (Lehrbeauftragter an der TH Berlin, seinen späteren Doktorvater an der ETH Zürich), kennen. Lattmann kehrte in die Schweiz zurück und schloss sein Studium als Elektroingenieur an der ETH Zürich ab.
Er arbeitete ab 1935 temporär beim Albiswerk Zürich AG, schrieb sich bei Fritz Fischer (inzwischen Professor und Leiter des Instituts für Technische Physik der ETH Zürich) als erster Doktorand ein, schloss seine Dissertationsarbeit in Optoelektronik 1937 ab und promovierte 1939 zum Dr. sc. techn.
Er trat nach Gründung der Contraves AG in diese rüstungstechnische Schweizer Firma ein und wurde während vieler Jahre deren technischer Leiter. Bis zu seiner Pensionierung im Jahr 1973 blieb er dieser Firma treu.
Lattmann heiratete Klara Vogt. Vor seinem Tod im Jahr 2011 machte er noch ergänzende Angaben zu seiner Biographie, welche auszugsweise veröffentlicht wurde.

## Leistungen
Zusammen mit seinem Kollegen Gustav Guanella, damals beide wissenschaftliche Mitarbeiter von Fritz Fischer an der ETH, meldete Lattmann Erfindungen im Bereich des Radioempfangs als Patente an, welche in mehreren Ländern erteilt wurden (US 2231996) und (CA 402177).
Während seiner Tätigkeit für Contraves folgten weitere Patente zur Bewegungssteuerung (US 2440147), zu einem Zielverfolgungsrechner (US 2919850) zu einer leitstrahlgesteuerten Rakete (CH 325513 / US 2872131), zur raschen Digitalisierung von analogen Vorgängen (CA 746178), und zu einem tachometrischen Computer. (CA 784377)
Schon während seiner Studienzeit arbeitete Lattmann an einem staatlich geförderten Projekt für das neue Fliegerabwehr-Kommandogerät KGT. Die daraufhin 1936 gegründete Firma Contraves AG, die vorerst eine reine Studiengesellschaft war, setzte diese Arbeiten in neuem Rahmen fort. Lattmann trat in diese Firma als Entwicklungsleiter ein.
Neben der KGT-Studie wurde im Auftrag des Eidgenössischen Militärdepartements (EMD) ein Messgerät für die Truppenausbildung, das Oionoskop (= Vogelsehen), entwickelt. Das EMD bestellte 1938 eine Serie von Oinoskopen, wodurch aus der Studiengesellschaft Contraves eine Entwicklungs- und Fabrikationsfirma wurde.
Der Zweite Weltkrieg erzwang eine Umstellung der Arbeiten. Nun waren eine stufenlose Geschützsteuerung sowie ein Höhen- und Linearisierungsgetriebe für Telemeter der schweren Fliegerabwehrkanonen gefordert, welche in kürzester Zeit unter der technischen Leitung von Lattmann entwickelt und ausgeliefert wurden.
Das nach dem Krieg entwickelte automatisches Feuerleitgerät, später Fledermaus genannt, mit neuartiger Servotechnik, konnte zuerst nach Schweden geliefert werden. In den 1960er-Jahren folgte die Super Fledermaus, deren internationale Verbreitung über Lizenzfabrikation in Japan, Grossbritannien, USA und Saudi-Arabien die Qualität dieses Produktes dokumentiert.
Lattmann machte sich vor allem durch die frühe Einführung der Digitaltechnik ab 1957 in der Elektronik und Computertechnik einen Namen. Er wurde schon nach dem Zweiten Weltkrieg in die Forschungskommission für die Konstruktion von Rechengeräten berufen. Zuse bot 1948 seinen Zuse Z4-Computer zum Kauf an. Die ETH beschloss 1949 einen Z4-Rechner mehrere Jahre zu mieten, der als erster leistungsfähiger Computer mit Relaistechnik an einer kontinentaleuropäischen Hochschule und als Vorläufer der ERMETH zum Einsatz kam.
Bereits 1959 beauftragte Lattmann seine Ingenieure unter der Leitung von Peter Tóth mit der Entwicklung eines volltransistorisierten Computers, welcher 1963 als Prozessrechner CORA-1 in Betrieb genommen wurde und einer der ersten für die Steuerung von Echtzeitprozessen optimierten (Wortlänge, Programmbefehlssatz, Algorithmus) Digitalcomputer in Transistortechnik war. Der praktische Einsatz von CORA-1 erfolgte nicht in Feuerleitgeräten (dafür war er noch zu langsam und zu gross), sondern in der Kartografie und als Werkzeugmaschinensteuerung. Insgesamt wurden 60 derartige Rechner eingesetzt. Die Eidgenössische Technische Hochschule Lausanne hat einen CORA-1-Rechner in ihrem Bolo-Museum als Schweizer Pionierleistung ausgestellt. Als Anschlussprojekt wurde dann von Contraves AG der Rechner CORA-2 entwickelt, welcher als Steuerung des Fliegerabwehrsystems Sky Guard zum erfolgreichen Einsatz kam. Heute gehören die entsprechenden Geschäftstätigkeiten zur Rheinmetall Air Defense AG, Zürich.